# Сирийско-ливанска операция
Сирийско-ливанската операция (под кодовото име „Експортър“) е военна операция в хода на Втората световна война, проведена между 8 юни и 14 юли 1941 година. Тя е инициирана от Съюзниците (части на Австралия, Великобритания и „Свободна Франция“), които започват настъпление срещу войските на Вишистка Франция с цел да бъде овладяна територията под френски контрол в Сирия и Ливан. Съюзниците удържат победа и Сирия и Ливан са окупирани от силите на „Свободна Франция“, като малко по-късно обявяват независимост.